# دیزرائیلی (فیلم ۱۹۱۶)
دیزرائیلی (انگلیسی: Disraeli) یک فیلم زندگی‌نامه‌ای صامت سینمای بریتانیا است که در سال ۱۹۱۶ منتشر شد.